# Polizia (Nesbø)
Polizia è un romanzo scritto da Jo Nesbø, il decimo della serie di Harry Hole, pubblicato nel 2013.
Il libro è stato tradotto in ventisette lingue.. In Italia è apparso nel 2013, nella traduzione di Eva Kampmann.

## Trama
Harry Hole, ex commissario di Oslo, ha iniziato una nuova vita. È sopravvissuto ad una micidiale sventagliata di pistola-mitragliatrice sparata dal suo figliastro Oleg, dipendente dall'eroina, e ora insegna nella scuola di polizia norvegese.
Nonostante le promesse all'amata Rakel di non lasciarsi coinvolgere in altre indagini, si ritrova a dover affrontare "il macellaio dei poliziotti", un serial killer che sta brutalmente massacrando i suoi ex colleghi.
Per seguire le indagini viene costituita, analogamente agli episodi precedenti, una piccola squadra investigativa parallela di fedelissimi di Harry, composta da Katrine Bratt, agente bipolare e hacker ora di servizio a Bergen, Beate Lønn e Bjørn Holm, esperti della squadra scientifica e Ståle Aune, psicologo.
Mano a mano che le indagini procedono diventa chiaro che il killer uccide poliziotti coinvolti in vecchi casi di omicidio non risolti, uccidendoli con lo stesso modus operandi e sulle stesse scene del crimine. Beate Lønn rimane vittima del serial killer, che però la uccide a casa sua, mentre gli altri agenti sono impegnati in un tentativo di imboscata approntato su una vecchia scena del crimine. L'omicidio di Beate convince Harry a riunirsi alla squadra.
Da principio le indagini si concentrano su Valentin Gjertsen, che è evaso dalla prigione dopo un omicidio e ha cambiato completamente i connotati con la chirurgia plastica, ma in seguito, dopo aver verificato che Valentin ha un alibi inattaccabile per almeno uno degli omicidi, il sospettato principale diventa Truls Bernsten, agente sospeso dal servizio per sospetta corruzione.
Valentin Gjertsen, che fin dall'inizio ha partecipato a sedute di psicoterapia con Ståle, viene scoperto e tenta di ucciderlo, ma viene fermato e messo in fuga da Harry. In seguito Truls Bernsten e lo stesso Harry vengono attirati nella casa dove Harry aveva in passato coperto un omicidio compiuto dal suo figliastro Oleg. Rimangono chiusi all'interno dell'appartemento, dove una bomba è in procinto di esplodere, ma Harry riesce a salvare entrambi.
Harry capisce che il serial killer è Arnold Folkestad, un suo collega della scuola di polizia, impazzito a causa di un brutale pestaggio subito in passato di parte di Truls e dell'omicidio di René Kalsnes, suo amante, a cui la polizia non aveva prestato sufficiente attenzione.
Arnold Folkestad si reca a casa di Harry, dove trova Rakel e Oleg ma Rakel, aiutato con uno stratagemma da Harry, riesce ad ucciderlo. Harry però decide di far risultare l'uccisione di Folkestad come un suicidio, facendo ricadere su di lui anche la colpa dell'omicidio commesso in passato da Oleg.
Nell'ultimo capitolo Valentin Gjertsen tende un agguato ad Aurora Aune, la figlia di Ståle, lasciando l'epilogo aperto con un cliffhanger, tecnica molto usata dallo scrittore.

## Edizioni in italiano
- Jo Nesbø, Polizia, traduzione di Eva Kampmann, Einaudi, Torino 2013
- Jo Nesbø, Polizia, traduzione di Eva Kampmann, Mondolibri, Torino 2013
- Jo Nesbø, Polizia, legge Romano De Colle, Centro Internazionale del Libro Parlato, Feltre 2013